# Civeta de palmera de Jerdon
La civeta de palmera de Jerdon (Paradoxurus jerdoni), també anomenada civeta de palmera marró, és una civeta endèmica dels Ghats Occidentals, a l'Índia.
Es distribueix per les muntanyes Palni, Nilgiris i Anaimalai, a Travancore i a Coorg, particularment entre els 500 i els 1.300 metres d'altitud.

## Descripció
La civeta de palmera de Jerdon té una mida similar a la de la civeta de palmera comuna. El cos és generalment de color marró, amb el rostres, les espatlles i les extremitats més fosques. A diferència de la civeta de palmera comuna, no té marques al seu cos.
La longitud del seu cos varia de 48 a 59 centímetres des del cap fins al naixement de la cua. La cua té una longitud variable entre 40 i 53,5 centímetres, i és d'un color més clar a la punta. El pes de la civeta de palmera de Jerdon oscil·la entre el 2,4 i 4 quilos.

## Hàbitat i comportament
Habita als boscos dels Ghats Occidentals i zones arbrades properes a plantacions de cafè. Viu principalment als arbres i és nocturn.

## Dieta
Malgrat ser un animal omnívor, la seva dieta és bàsicament frugívora. Segons un estudi recent, s'alimenta dels fruits de gairebé 40. De vegades complementa la seva dieta amb ocells, rosegadors i insectes.

## Subespècies
Existeixen dues subespècies registrades:
- P. jerdoni jerdoni (a Palni i Nilgiris, a Travancore)
- P. jerdoni caniscus (a Coorg)